# Jazbina, Šmarje pri Jelšah
Jazbina je naselje v Občini Šmarje pri Jelšah.